# Siriella halei
Siriella halei är en kräftdjursart som beskrevs av W. M. Tattersall 1927. Siriella halei ingår i släktet Siriella och familjen Mysidae. Inga underarter finns listade i Catalogue of Life.